# Paso de Calais
El estrecho de Calais (en francés: Pas de Calais, 'paso de Calais'; en inglés: Strait of Dover, 'estrecho de Dover'), conocido también como el Paso de Calés en español, es un estrecho de mar que está en la parte más angosta del canal de la Mancha. La distancia más corta a través del estrecho es desde Foreland Sur, unos 3 km al noreste de Dover, en el condado de Kent (Inglaterra), hasta el cabo Gris-Nez, un cabo cerca de Calais, en el departamento de Paso de Calais (Francia). Entre los dos puntos —la ruta más popular para los nadadores que cruzan el canal— la distancia es de solo 33 km.
El estrecho se encuentra en el extremo este del canal de la Mancha, donde este se une al mar del Norte. Su ancho es la distancia más corta entre Francia y Reino Unido. En un día despejado, es posible ver a simple vista la costa opuesta, así como los edificios existentes en la misma.

## Historia

### Un paso estratégico
Desde tiempos inmemoriales, el Estrecho ha sido una cuestión estratégica militar y comercial. Fue aquí donde Julio César desembarcó en Bretaña.Desde la Edad Media hasta las dos Guerras Mundiales, se libraron numerosas batallas para controlar el Estrecho, como los asedios sucesivos de Calais desde 1346 a 1944, la batalla naval de Gravelinas en 1588, la batalla de las Dunas en 1658. En 1804, Napoleón plantó allí el Campamento de Boulogne para preparar la invasión de Inglaterra. En 1940, la evacuación de Dunkerque salvó al asediado ejército británico. La construcción del Muro Atlántico por los alemanes en 1944 dejó muchas casamatas en Cabo Blanc-Nez y Cabo Gris-Nez. 
Se han identificado más de 70 pecios submarinos de naufragios, con muchas municiones sumergidas o perdidas en el mar, que reaparecen o que los pescadores pueden recuperar en sus redes. En 2007, la CROSS Gris-Nez tuvo que supervisar la gestión de 62 descubrimientos de aparejos peligrosos (operaciones EOD).
De forma más sosegada, cruzar el Estrecho es también un reto asumido por muchos deportistas, sobre todo de natación: cruzando el Canal a nado, pero también de muchas otras formas (el 5 de mayo de 1929, una mujer cruzó el Estrecho en una hidrocicleta), hasta practicando windsurf.

### Unir Francia con Inglaterra por aire, puente o túnel
Este fue un proyecto concebido, intentado y finalmente concluido por Eurotunnel varias veces. En 1899, Louis Barron escribió sobre este :Admirable proyecto, concebido varias veces en 1750, en 1802, en 1838, intentado en 1868, demostrado posible y retrasado, ¡ay! por prejuicios invencibles, pero que tarde o temprano los pueblos, desilusionados, abjurando de odios seculares, sabrán realizar para su bien común. Es posible que entonces veamos surgir en medio del estrecho, en el banco de arena de Varne, una ciudad internacional, realzada por los ingenieros, maravillosamente diseñada para servir de refugio a los innumerables barcos que surcan constantemente el paso oceánico más transitado del mundo!.
- 1785 : el 7 de enero de 1785- Jean-Pierre Blanchard y John Jeffries cruzan el Estrecho en globo aerostático y aterrizan en el bosque de Guînes. Se erigió una columna en el bosque para conmemorar este primer cruce con éxito y el globo y la cesta fueron transportados al Museo de Calais.[5]
- 1909 : el 25 de julio de 1909, Louis Blériot fue el primer hombre en cruzar con éxito el Canal de la Mancha a los mandos de un avión. La aldea desde la que partió fue rebautizada en su honor Playa Blériot.
- 1888: el 1 de enero de 1888, según el periódico Le Moniteur, los ingenieros de las grandes fábricas de Le Creusot elaboran los planos y preparan los presupuestos del puente sobre el Canal de la Mancha propuesto por Georges Cloué (antiguo ministro de la Marina). Este puente debía apoyarse sobre enormes pilastras de mampostería de 50 metros de altura para que los barcos más grandes pudieran pasar por debajo. El puente propiamente dicho sería de hierro y se prepararía en Le Creusot. Comenzaría en el Cran aux Œufs, al sur del Cabo Gris-Nez y llevaría hasta Folkestone; esta ruta no es la más corta, pero toca los fondos menos profundos. Según el periódico, el ministro francés de Obras Públicas acogió favorablemente la idea de un puente entre Francia e Inglaterra.
- El Estrecho (o en inglés Canal) se ha convertido en uno de los símbolos de la entente cordiale entre Francia y el Reino Unido, como demuestra la construcción del Túnel del Canal, abierto al tráfico el 1 de junio de 1994. Este túnel ha aligerado considerablemente el tráfico de transbordadores a través del Canal, aumentando al mismo tiempo los flujos de pasajeros y turistas.

### La ruta de los emigrantes
A partir de la década de 1990, el Estrecho se convirtió en una importante ruta para la migración ilegal, a medida que los gobiernos de ambas orillas intensificaban las medidas de control fronterizo: decenas de miles de migrantes procedentes de los Balcanes, África y Oriente Próximo transitan por el Centro de Acogida y Alojamiento Humanitario de Emergencia de Sangatte (Centro Sangatte), activo de 1999 a 2002, y luego de manera informal por la Jungla de Calais, cerrada en 2016, en busca de una oportunidad para cruzar al Reino Unido. Desde finales de 2018, los intentos de cruzar ilegalmente en barco han aumentado: más de 9500 personas en 2020, es decir, cuatro veces más que en 2019. La travesía es arriesgada debido al intenso tráfico marítimo, las corrientes y la temperatura del agua: 4 migrantes perdieron la vida en 2019, 6 murieron y 3 desaparecieron en 2020. A partir de enero del 2021, el Brexit ha ido acompañada de un endurecimiento de los controles; varios miles de migrantes en espera permanecen varados en la costa francesa, con un estatus administrativo incierto. Alrededor de 15400 migrantes intentan cruzar el Canal de la Mancha entre el 1 de enero y el 31 de agosto de 2021, de los cuales 3500 son rescatados en dificultades y devueltos a la costa francesa.

### Consultas locales
Los departamentos franceses de Pas-de-Calais y Nord, la provincia de Flandes Occidental en Bélgica y el condado de Kent forman parte de la Iniciativa de los Estrechos Europeos (European Straits Initiative), puesta en marcha en 2009 y que reúne a los gobiernos locales ribereños de ocho estrechos europeos, desde el mar Báltico hasta el Mediterráneo·. Esta red solo tiene un papel de recomendación y no tiene acceso a datos económicos o militares relativos al tráfico en los Estrechos.

## Formación geológica

Mapa que muestra la extensión hipotética de Doggerland (c. 10.000 a. C.), que proporcionó un puente terrestre entre Gran Bretaña y Europa continental.

Se cree que el estrecho fue creado por la erosión de un puente de tierra que unía Weald en Gran Bretaña con Boulonnais en Pas de Calais. La geología predominante tanto en el lado británico como en el francés y en el fondo marino es la creta. Aunque algo resistente a la erosión, la erosión de ambas costas ha creado los famosos acantilados blancos de Dover en el Reino Unido y el Cap Blanc Nez en Francia. El Túnel del Canal de la Mancha fue perforado a través de creta sólida.
El Rin (como el Urstrom) fluyó hacia el norte hacia el Mar del Norte cuando el nivel del mar descendió durante el comienzo de la primera Edad de Hielo del Pleistoceno. El hielo creó una presa desde Escandinavia hasta Escocia, y el Rin, combinado con el Támesis y el drenaje de gran parte del norte de Europa, creó un vasto lago detrás de la presa, que finalmente se desbordó sobre el Weald hacia el Canal de la Mancha. Este canal de desbordamiento se convirtió en el Estrecho de Dover hace unos 425.000 años. Un canal estrecho y profundo a lo largo del medio del estrecho fue el lecho del Rin en la última Edad de Hielo. Un depósito geológico en East Anglia marca el antiguo preglacial curso norte del Rin.

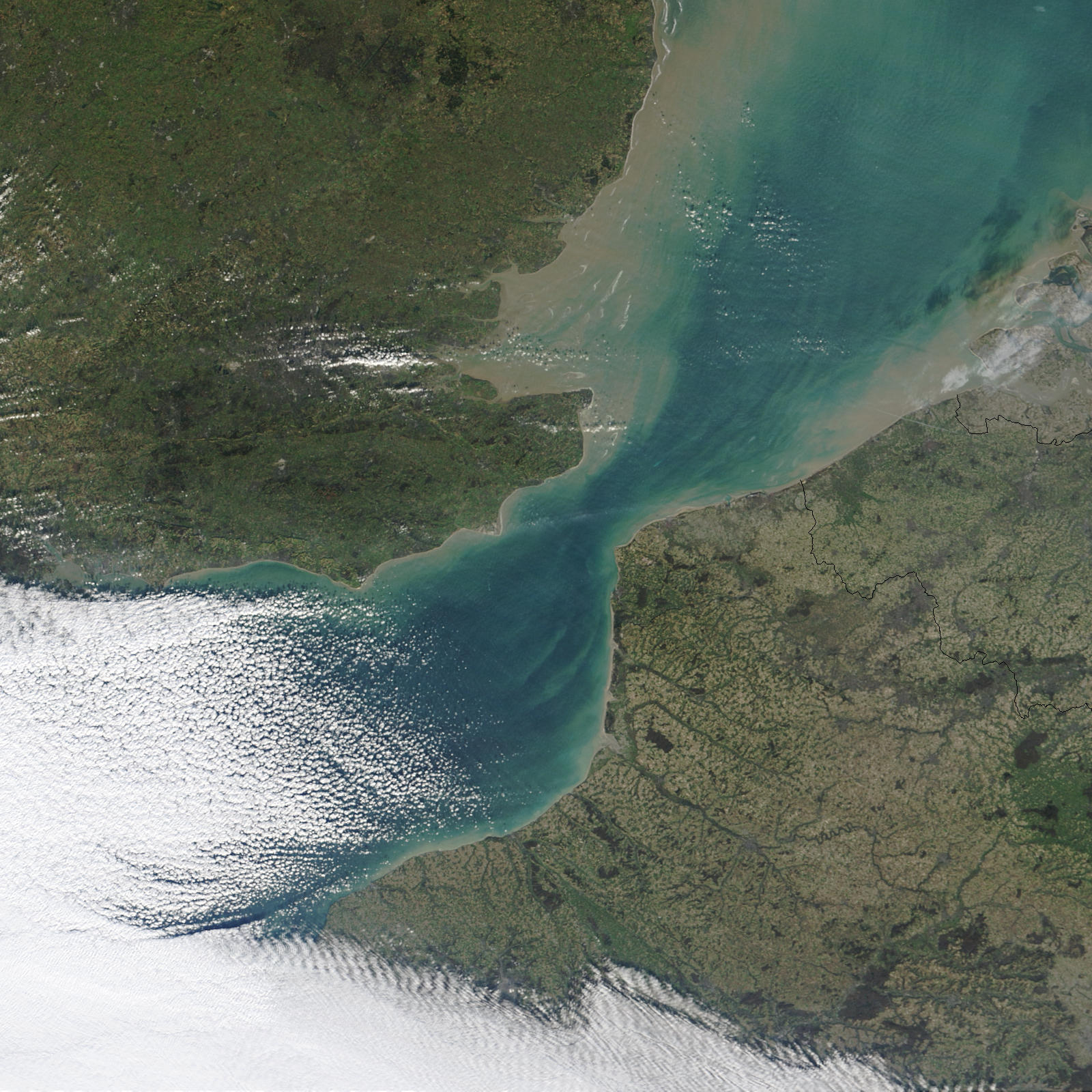
Imagen de satélite de la NASA de diciembre de 2002

Un estudio de 2007 concluyó que el Canal de la Mancha se formó por la erosión causada por dos grandes inundaciones. El primero fue hace unos 425.000 años, cuando un lago con una represa de hielo en el sur del Mar del Norte se desbordó y rompió la cordillera de caliza Weald- Artois en un evento catastrófico de erosión e inundación. Posteriormente, el Támesis y el Escalda fluyeron a través de la brecha hacia el Canal de la Mancha, pero el Mosa y el Rin aún fluían hacia el norte. En una segunda inundación, hace unos 225.000 años, el Mosa y el Rin fueron represados por hielo en un lago que rompió catastróficamente a través de una barrera alta y débil (tal vez creta, o una morrena final dejada por la capa de hielo). Ambas inundaciones cortaron canales de inundación masivos en el lecho seco del Canal de la Mancha, algo así como los Scablands canalizados o el río Wabash en los EE. UU.. Una actualización adicional en 2017 atribuyó una serie de agujeros submarinos descritos anteriormente en el fondo del Canal, "100 m de profundidad" y en lugares "de varios kilómetros de diámetro", al agua del lago que se precipita sobre una cresta rocosa que causa depresiones aisladas o piscinas de inmersión. El derretimiento del hielo y el aumento del nivel del mar sumergieron a Doggerland , el área que une Gran Bretaña con Francia entre el 6500 y el 6200 a. C.
El estrecho de Lobourg, una característica importante del fondo marino del estrecho, tiene una racha de 6 km (4 millas) de ancho en un eje NNE-SSW. Más cerca de la costa francesa que de la costa inglesa, corre a lo largo del banco de arena de Varne donde se sumerge a 68 m (223 pies) en su punto más profundo, y a lo largo del vecino sureste de este último, el banco Ridge (nombre francés " Colbart "  ) con una profundidad máxima de 62 m.

## Fauna marina

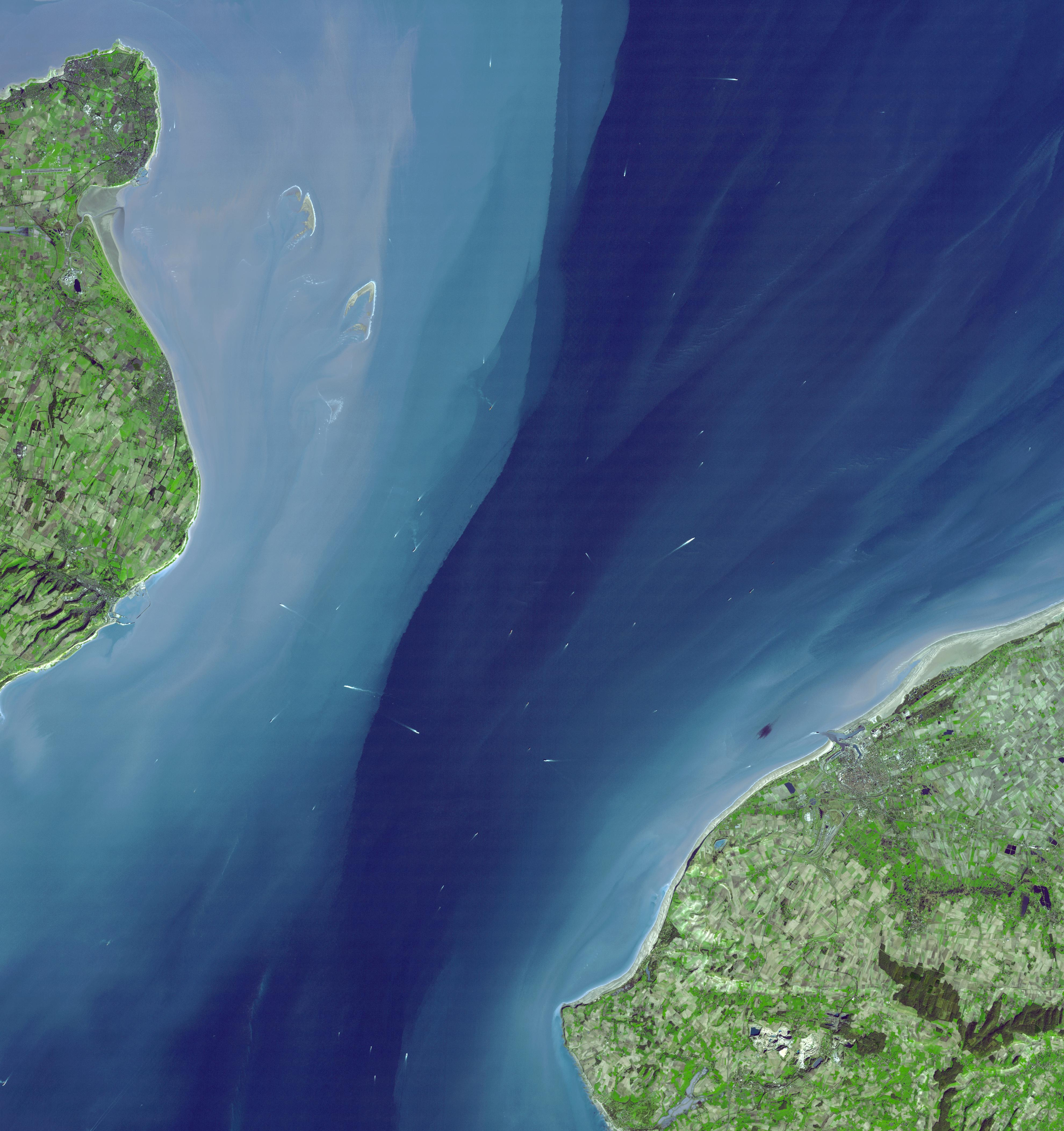
Imagen del satélite Terra de la NASA, marzo de 2001

La profundidad submarina del estrecho varía entre 68 m en el estrecho de Lobourg y 20 m en las orillas más altas. Presenta una sucesión de zonas rocosas relativamente desiertas por los barcos que quieren ahorrar sus redes, y de llanuras arenosas y dunas subacuáticas. Las fuertes corrientes del Canal de la Mancha se frenan en las zonas rocosas del estrecho, con la formación de contracorrientes y zonas más tranquilas en las que pueden refugiarse muchas especies. En estas zonas más tranquilas, el agua es más clara que en el resto del estrecho; así, las algas pueden crecer a pesar de los 46 m de profundidad media y contribuir a aumentar la diversidad de las especies locales, algunas de las cuales son endémicas del estrecho. Además, se trata de una zona de transición entre las especies del océano Atlántico y las del sur del Mar del Norte.
Esta mezcla de diversos ambientes favorece una gran variedad de fauna.
Las Ridens de Boulogne, un altiplano rocoso de 10-20 m de profundidad parcialmente cubierto de arena situado a 15 millas náuticas (28 km; 17 mi) al oeste de Boulogne, cuenta con la mayor producción de maerl del estrecho.
Una zona de 682 km² del estrecho está clasificada como zona de protección Natura 2000 bajo el nombre de Ridens et dunes hydrauliques du Pas de Calais (Dunas y dunas subacuáticas del estrecho de Dover). Esta zona incluye las dunas subacuáticas de Varne, Colbart, Vergoyer y Bassurelle, las Ridens de Boulogne y el canal de Lobourg, que ofrece aguas más tranquilas y claras gracias a su profundidad, que alcanza los 68 m.

## Tráfico marítimo

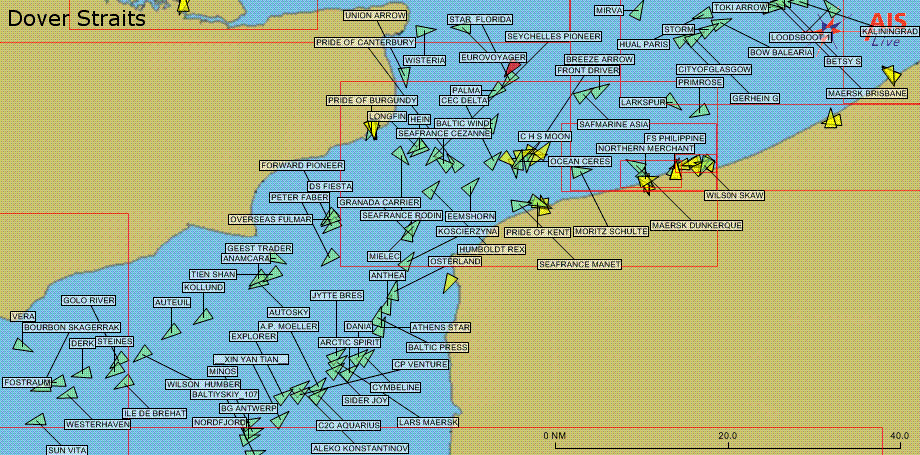
Pantalla del sistema de identificación automático que muestra el tráfico en el estrecho en 2006.

La mayor parte del tráfico marítimo entre el Océano Atlántico y el Mar del Norte y el Mar Báltico pasa por el estrecho de Dover, en lugar de tomar la ruta más larga y peligrosa que rodea el norte de Escocia. El estrecho es una de las vías navegables internacionales más transitadas del mundo, utilizada diariamente por más de 400 buques comerciales. Esto ha convertido la seguridad del tráfico en una cuestión crítica, por lo que la HM Coastguard y la Maritime Gendarmerie vigilan el estrecho las 24 horas del día y aplican un estricto régimen de rutas de tránsito.